# Казіміров Євген Вікторович
Євген Вікторович Казіміров — капітан, штурман Су-24М 7 БрТА Збройних сил України, загинув у ході російського вторгнення в Україну в 2022 році.

## Життєпис
Народився у місті Антрацит Луганської області. Згодом переїхав у Старокостянтинів, що в Хмельницькому районі Хмельницької області. 
До 2012 року служив у Збройних силах бойовим штурманом авіації України, був льотчиком запасу. Близько 10 років чоловік працював у Новій пошті. 2021 року отримав нагороду, як один з найкращих територіальних менеджерів партнерської мережі. У перший день широкомасштабного військового вторгнення РФ в Україну з власної ініціативи пішов до військкомату, як офіцер запасу, літаючий штурман. Чоловіка призначили командиром розвідувального взводу. Під час війни, продовжував працювати у робочих групах Нової пошти, писав листи й давав розпорядження. 
2 березня, виконуючи бойове завдання, його літак підіймався по тривозі авіанападу на аеродром, далі по Житомирському напрямку був повітряний бій. Зі слів селян, льотчики врятували від розгрому село Довбиш Новоград-Волинського району Житомирської області: вивели літак в ліс і, ймовірно, саме тоді в кабіну влучила ракета.

## Родина
У Євгена Казімірова залишилася дружина та двоє синів.

## Нагороди
- орден «За мужність» III ступеня (2022, посмертно) — за особисту мужність і самовіддані дії, виявлені у захисті державного суверенітету та територіальної цілісності України, вірність військовій присязі.